# Kniężyce
Kniężyce (też Księżyce, Myszołów, do 1945 niem. Jägerhof, Försterei Jägerhof) – dawna, nieistniejąca dziś osada śródleśna (leśniczówka) w Polsce, położona na obszarze Puszczy Wkrzańskiej, w pobliżu jeziora Piaszynko, około 2 km na zachód od wsi Karpin.

## Historia
Początki osady sięgają roku 1864, gdy istniała osada o nazwie Jägerhof (pol. Dwór Myśliwski). Do 1939 r. osadę zamieszkiwało od 3 do 6 osób. Należała ona do gminy Stolec w powiecie Randow.
Nazwę Kniężyce wprowadzono urzędowo dla osady w 1947 roku. Miejscowość należała wówczas do powiatu szczecińskiego wiejskiego.
Przynależność administracyjna patrz: Karpin.